# ヨギナクサレ
「ヨギナクサレ」は、特撮の通算3枚目のシングル。2001年7月25日に徳間ジャパンコミュニケーションズよりリリース。

## 解説
前作「ジェロニモ」より約10ヶ月後のシングルリリース。「ヤンガリー」は韓国映画「怪獣大決戦ヤンガリー」主題歌に起用された。

## 収録曲
1. ヨギナクサレ
作詞・作曲：大槻ケンヂ / 編曲：特撮
2. 殺神
作詞：大槻ケンヂ / 作曲：NARASAKI / 編曲：特撮
3. ヤンガリー 1.テーマ〜2.アクアヤンガリー
作詞：大槻ケンヂ / 作曲：ザ蟹 (三柴理×塩野道玄) / 編曲：特撮
映画「怪獣大決戦ヤンガリー」主題歌
4. ヨギナクサレ(Instrumental)

## 収録アルバム
| 曲名         | 収録アルバム                | 発売日         | 備考                  |
| ------------ | --------------------------- | -------------- | --------------------- |
| ヨギナクサレ | 『Agitator』                | 2001年9月27日  | 3rdオリジナルアルバム |
| ヨギナクサレ | 『初めての特撮 BEST vol.1』 | 2002年11月21日 | ベストアルバム        |
| 殺神         | 『Agitator』                | 2001年9月27日  | 3rdオリジナルアルバム |
| 殺神         | 『初めての特撮 BEST vol.1』 | 2002年11月21日 | ベストアルバム        |
| ヤンガリー   | 『Agitator』                | 2001年9月27日  | 3rdオリジナルアルバム |
| ヤンガリー   | 『初めての特撮 BEST vol.1』 | 2002年11月21日 | ベストアルバム        |

| スタブアイコン | サブスタブ | この項目は、まだ閲覧者の調べものの参照としては役立たない、シングルに関連した書きかけの項目です。この項目を加筆・訂正などしてくださる協力者を求めています（P:音楽/PJ:楽曲）。 |